# Andreas Müller (Fachjournalist Anomalistik)

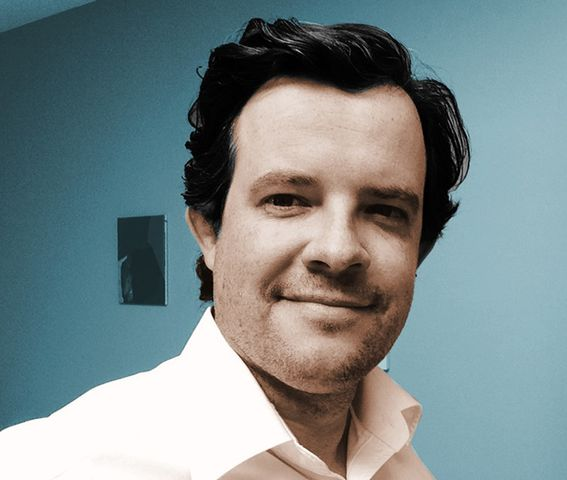
Andreas Müller

Andreas Müller (* 1976 in Neunkirchen/Saar) ist ein deutscher Kornkreis- und UFO-Forscher, Journalist, Autor und Publizist mit dem Schwerpunkt Anomalistik.

## Leben
Andreas Müller besuchte die Waldorfschulen in Bexbach und Saarbrücken, danach studierte er Grafik und Kommunikationsdesign an der Hochschule der Bildenden Künste Saar (HBK Saar).
Seit 1994 untersucht und dokumentiert er Kornkreise in England. Er versucht, vermutete nicht menschengemachte Kornkreise als authentisches Phänomen von menschengemachten zu unterscheiden. Zu diesem Thema hält er Vorträge, gibt Interviews oder publiziert in Buchform und Zeitschriften. Im Fernsehen wurde er in den Sendungen Johannes B. Kerner, Planetopia, Welt der Wunder, Galileo, Spiegel TV, speziell auch im Zusammenhang mit dem US-Spielfilm Signs – Zeichen (Signs, 2002) eingeladen. Mit über 7000 Einträgen unterhält er eines der größten Kornkreis-Archive.
2003 wurde er mit dem Preis für Exopsychologie (Hedri-Preis) der Dr. A. Hedri-Stiftung ausgezeichnet.
Seit April 2007 veröffentlicht er in seinem täglichen News-Blog grenzwissenschaft-aktuell (GreWi) Nachrichten aus Anomalistik, Grenz- und Parawissenschaft. Zur Themenauswahl gehören Kosmologie, Archäologie, Raumfahrt, Ufologie, Außerirdisches Leben, Psi-Phänomene usw.
2014 kuratierte er im Wiltshire Museum in Devizes eine Ausstellung mit Bildern, Texten und Grafiken zum Thema Kornkreise und deren Erforschung.
2021 erschien seine Dokumentation Deutschlands UFO-Akten – Über den politischen Umgang mit dem UFO-Phänomen in Deutschland. Seit 2022 ist er assoziiertes Mitglied beim interdisziplinären Forschungszentrum für Extraterrestrik (IFEX) an der Julius-Maximilians-Universität Würzburg und seit 2024 dessen Pressevertreter sowie Mitglied und Advisory Board Member der Society for UAP Studies (SUAPS). 2023 erschien der Folgeband Deutschlands historische UFO-Akten. Seit 2023 kommentiert und berichtet er auf Focus.de als Experte, für Telepolis und das Space-Magazin als Gastautor zur UFO-Thematik.

## Publikationen

### Bücher
- Kornkreise – Geometrie, Phänomene, Forschung. AT Verlag, Aarau 2001, ISBN 978-3-85502-760-6
- Crop Circles – Géometrie des cercles de culture. Ètude des phénomenes. Recherche., Èdition Véga, Paris 2003, ISBN 2-85829-349-X
- Phänomen Kornkreise (mit Werner Anderhub), AT Verlag, Aarau 2005, ISBN 978-3-03800-251-2
- Deutschlands UFO-Akten, GreWi/BoD 2021, ISBN 978-3-7543-0680-2
- Deutschlands historische UFO-Akten, GreWi/BoD 2023, ISBN 978-3-7578-0686-6

### Kalender
- Kornkreise 2008, Autorenkalender, ISBN 978-3-8320-0839-0, DuMont Kalenderverlag, Köln 2007
- Kornkreise 2009 (mit Frank Laumen), Autorenkalender, ISBN 978-3-8320-1053-9 DuMont Kalenderverlag, Köln 2008

### Zeitschriftenbeiträge (Auswahl)
- Limina – Journal for UAP Studies, Polymath Prof. Wilhelm Schickard (1592-1635): Inventor of the mechanical calculating machine and the world’s first academic UFO-witness and investigator, Vol. 1/2024, S. 59–62, doi:10.59661/001c.92686
- Geo, Kreise im Kornfeld, Mai/2002, S. 205–209 (Übersetzt ins Koreanische und Russische)
- VSD spécial, Le mystère des Crop Circles, No 5, Oktober 2002
- VSD hors-série paranormal, Crop Circles, Juli 2005, S. 30–37
- Zeitschrift für Anomalistik, Hintergründe mit wenig Hintergrund, Band 4/2004, ISBN 3-937361-04-9 S. 125–130